# Emoia jakati
Espèce
Synonymes
- Lygosoma jakati Kopstein, 1926

Emoia jakati est une espèce de sauriens de la famille des Scincidae.

## Répartition
Cette espèce se rencontre en Nouvelle-Guinée, dans l'archipel Bismarck, aux Salomon, aux îles Marshall et aux îles Carolines.

## Publication originale
- Kopstein, 1926 : Reptilien von den Molukken und den benachbarten Inseln. Zoologische Mededelingen, vol. 1, p. 71-112 (texte intégral).